# Luxemburgo nos Jogos Olímpicos de Verão de 1928
Luxemburgo participou dos Jogos Olímpicos de Verão de 1928 na cidade de Amsterdã, nos Países Baixos.